# Провини, Тарквинио
Тарквинио Провини (итал. Tarquinio Provini; 29 марта 1933, Кадео — 6 января 2005, Болонья, Италия) — итальянский мотогонщик. Двукратный чемпион мира по шоссейно-кольцевых мотогонок серии Гран-При: в классе 125сс (1957) и 250сс (1958); четырехкратный победитель соревнований на острове Мэн и тринадцатикратный победитель национальных чемпионатов Италии.

## Биография
Провини родился в Кадео, Эмилия-Романья. Его отец был владельцем автомастерской, поэтому Тарквинио вырос в мире двигателей и механизмов. Он начал езде на мотоциклах в возрасте 10 лет. Провини начал участвовать в гонках в 1949 году, несмотря на то, что он был слишком молодым, используя имя своего дяди для получения гоночной лицензии.
Тарквинио дебютировал в чемпионате мира по шоссейно-кольцевым мотогонкам серии Гран-При в середине сезона 1954 и одержал свою дебютную победу на последнем в сезоне Гран-При в Испании в гонке класса 125cc. Он выиграл чемпионат мира в классе 125сс в сезоне 1957, выступая за итальянскую команду Mondial. В следующем сезоне Провини выиграл чемпионат мира в классе 250cc, выступая на MV Agusta.
Когда MV Agusta прекратила свое участие в соревнованиях меньших классов, Тарквинио подписал контракт с заводской командой Moto Morini. В 1963 году он в течение сезона вел борьбу с Джимом Редманом в чемпионате 250сс. Каждый спортсмен выиграл четыре гонки и титул был разыгран в последней гонке в Японии, в которой победил Рэдман, опередив Провини на 2 очка в общем зачете.
В 1966 году Тарквинио Провини подвергся серьезной аварии на соревнованиях на острове Мэн, в результате которой получил смещение позвонков. Эта травма не только поставила крест на его карьере, но и сделала его прикованным к инвалидной коляске.
Провини основал компанию «Protar» (начало названия происходит от первых букв имени Tarquinio Provini), которая специализируется на производстве масштабных моделей гоночных мотоциклов.
Тарквинио умер в Болонье в 2005 году.